# Food Chain Magnate
Food Chain Magnate é um jogo de tabuleiro de estratégia publicado em 2015 pela editora holandesa Splotter Spellen. Os jogadores competem entre si para descobrir qual das suas cadeia de restaurantes de fast food é mais lucrativa.
Em 2019, Splotter Spellen lançou Food Chain Magnate: The Ketchup Mechanism & Other Ideas, uma expansão para o jogo base, e em 2023 a Lucky Duck Games anunciou Food Chain Magnate: Special Edition, uma reimpressão do jogo original.

## Recepção
Em 2022, a IGN indicou o jogo como um dos melhores jogos de tabuleiro do género estratégia, elogiando "uma experiência rica na qual jogadores inexperientes podem se empobrecer com uma facilidade impressionante" e observando a sua "saborosa porção de sátira capitalista evidente por trás da mecânica do jogo". A CNET classificou o jogo como o "melhor jogo de estratégia complexa" de 2022 e mencionou a sua abrangência.
Shut Up & Sit Down elogiou o jogo, descrevendo-o como "cruel" no sentido positivo, mas criticou o sistema de cartas de "reserva" porque isso faria com que os jogadores não soubessem calcular o tempo de jogo no início da partida.